# Liste von Frauen in der Bibel
Diese Liste von Frauen in der Bibel enthält Frauenfiguren aus der Bibel, sowohl aus dem Alten wie dem Neuen Testament.

## Namentlich genannte Frauen
| Name                 | Urtext                              | Bedeutung                                                   | Bibelstelle                                                  | Person |
| -------------------- | ----------------------------------- | ----------------------------------------------------------- | ------------------------------------------------------------ | --- |
| Abi                  | אֲבִי ’ǎvî                            | „(Gott) ist Vater“                                          | 2 Kön 18,2                                                   | Tochter Secharjas, Ehefrau des Königs Ahas von Juda, Mutter Hiskijas                                                                             |
| Abigajil             | אֲבִגָיִל ’ǎvîgājil                     | „Vater hat sich gefreut“                                    | 1 Sam 25,3                                                   | Ehefrau des Nabal, nach dessen Tod Ehefrau König Davids                                                                                          |
| Abigajil             | אֲבִגָיִל ’ǎvîgājil                     | „Vater hat sich gefreut“                                    | 1 Chr 2,16                                                   | Tochter Isais, Schwester König Davids |
| Abigal               | אֲבִיגַל ’ǎvîgal                       | „Vater ist Freude“                                          | 2 Sam 17,25                                                  | Tochter Nachaschs oder Isais, Schwester Zerujas, Ehefrau des Jeter, Mutter Amasas                                                                |
| Abihajil             | אֲבִיהָיִל ’ǎvîhājil                    | „Vater ist Macht“                                           | 1 Chr 2,29                                                   | Ehefrau des Abischur, Mutter Achbans und Molids                                                                                                  |
| Abihajil             | אֲבִיהָיִל ’ǎvîhājil                    | „Vater ist Macht“                                           | 2 Chr 11,18                                                  | Tochter Eliabs und Enkelin Isais, Ehefrau des Jerimot, des Sohnes König Davids, Mutter Mahalats, der ersten Ehefrau des Königs Rehabeam von Juda |
| Abija                | אֲבִיָּה ’ǎvîjāh                        | „JHWH ist Vater“                                            | 1 Chr 2,24                                                   | Ehefrau des Hezron aus dem Stamm Juda, Mutter Aschhurs                                                                                           |
| Abischag             | אֲבִישַׁג ’ǎvîšag                       | „Vater ist …“                                               | 1 Kön 1,3                                                    | Dienerin König Davids aus Schunem |
| Abital               | אֲבִיטָל ’ǎvîtāl                       | „Vater hat beschützt“                                       | 2 Sam 3,4                                                    | Ehefrau König Davids, Mutter Schefatjas |
| Achsa                | עַכְסָה ‘akhsāh                        | „Arm- / Fußreif“                                            | Jos 15,16                                                    | Tochter Kalebs, Ehefrau des Otniël |
| Ada                  | עָדָה ‘ādāh                           | „(Gott) hat geschmückt“                                     | Gen 4,19                                                     | Ehefrau des Lamech, Mutter Jabals und Jubals |
| Ada                  | עָדָה ‘ādāh                           | „(Gott) hat geschmückt“                                     | Gen 36,2                                                     | Tochter Elons, Ehefrau des Esau, Mutter des Elifas                                                                                               |
| Ahija                | אֲחִיָּה ’ǎḥîjāh                        | „JHWH ist Bruder“                                           | 1 Chr 2,25                                                   | vielleicht: Ehefrau des Jerachmeel, Mutter Rams, Bunas, Orens, Ozems (erfordert eine Textkorrektur)                                              |
| Ahinoam              | אֲחִינֹעַם ’ǎḥîno‘am                    | „Bruder ist Lieblichkeit“                                   | 1 Sam 14,50                                                  | Tochter des Ahimaaz, Ehefrau König Sauls |
| Ahinoam              | אֲחִינֹעַם ’ǎḥîno‘am                    | „Bruder ist Lieblichkeit“                                   | 1 Sam 25,43                                                  | Ehefrau König Davids aus Jesreel |
| Antiochis            |                                     |                                                             | 2 Makk 4,30                                                  | Nebenfrau des Königs |
| Apphia               | Ἀπφίᾳ                               |                                                             | Phlm 1,2                                                     | Mitadressatin des Philemonbriefs |
| Asenat               | אָסְנַת ’āsənat                        | „Sie gehört der Neith“                                      | Gen 41,45                                                    | Tochter Potiferas, des ägyptischen Priesters zu On, Ehefrau des Josef                                                                            |
| Asuba                | עֲזוּבָה ‘ǎzûvāh                       | „verlassen / verwaist“                                      | 1 Kön 22,42                                                  | Tochter Schilhis, Ehefrau des Königs Asa von Juda, Mutter des Königs Joschafat von Juda                                                          |
| Atalja               | עֲתַלְיָהוּ ‘ǎtaljāhû                    | „JHWH ist erhaben“                                          | 2 Kön 8,26                                                   | Königin von Juda, Tochter Omris, des Königs von Israel, Ehefrau des Königs Joram von Juda, Mutter König Ahasjas von Juda                         |
| Atara                | עֲטָרָה ‘ǎtārāh                        | „Krone“                                                     | 1 Chr 2,26                                                   | Ehefrau des Jerachmeel, Mutter Onams |
| Baara                | בַּעֲרָא ba‘ǎrā’                        | „Baal ist erhaben“                                          | 1 Chr 8,8                                                    | zweite Ehefrau des Schaharajim aus dem Stamm Benjamin, wird von diesem aus der Ehe entlassen                                                     |
| Basemat              | בָּשְׂמַת bāśmat                         | „wohlriechender Balsam“                                     | Gen 26,34                                                    | zweite Ehefrau des Esau, Tochter des Hetiters Elon bzw. Ismaels (in Gen 36,3 ), Mutter Reguëls                                                   |
| Basemat              | בָּשְׂמַת bāśmat                         | „wohlriechender Balsam“                                     | 1 Kön 4,15                                                   | Tochter Salomos, Ehefrau des Ahimaaz, dessen Statthalter in Naftali                                                                              |
| Batseba              | בַּת־שֶׁבַע bat šæva‘ בַּת־שׁוּעַ bat šûa‘    | „Tochter der Fülle“ „Tochter des Heils“                     | 2 Sam 11,3 1 Chr 3,5                                         | Tochter Ammiëls, Ehefrau des Hetiters Urija, später Ehefrau des Königs David, Mutter Schimas, Schobabs, Natans und König Salomos                 |
| Berenike             | Βερνίκη Berníkē                     | „Siegbringerin“ Siehe auch: Berenice (Vorname) und Veronika | Apg 25,13 EU u. ö.                                           | Tochter des Königs Agrippa |
| Bilha                | בִּלְהָה bilhāh                         | „Furchtsamkeit“                                             | Gen 29,29                                                    | Magd Rahels, der Ehefrau von Jakob, Mutter Dans und Naftalis                                                                                     |
| Bitja                | בִּתְיָה bitjāh                         | „Königin“                                                   | 1 Chr 4,18                                                   | Pharaonentochter, Ehefrau des Mered aus dem Stamm Juda                                                                                           |
| Chloë                | Χλόη Chlóē                          | vllt. „die Grüne“                                           | 1 Kor 1,11 EU                                                | Christin in Korinth |
| Debora               | דְּבֹרָה dəvorāh                        | „Biene“                                                     | Gen 35,8                                                     | Amme Rebekkas |
| Debora               | דְּבֹרָה dəvorāh                        | „Biene“                                                     | Ri 4,4                                                       | Prophetin, Frau des Lappidot, Richterin in Israel                                                                                                |
| Debora               |                                     | „Biene“                                                     | Tob 1,8                                                      | Großmutter Tobits |
| Damaris              | Δάμαρις                             |                                                             | Apg 17,34                                                    | Athenische Christin |
| Delila               | דְּלִילָה dəlîlāh                       | „dünn“                                                      | Ri 16,4                                                      | zweite Ehefrau Simson, verriet ihn an die Philister                                                                                              |
| Dina                 | דִּינָה dînāh                          | „gerechtes Urteil“                                          | Gen 34,1                                                     | Tochter Leas und Jakobs, wird von Sichem vergewaltigt und von ihren Brüdern Simeon und Levi gerächt                                              |
| Dorkas               | Δορκάς Dorkás                       | „Gazelle“ Siehe auch: Dorkas                                | Apg 9,35.39 EU                                               | Griechischer Name von Tabita |
| Drusilla             | Δρούσιλλα Drúsilla                  | vllt. „stark“                                               | Apg 24,24.27 EU                                              | Frau des Statthalters Felix |
| Edna                 |                                     |                                                             | Tob 7,2                                                      | Frau des Raguël |
| Efa                  |                                     |                                                             | 1 Chr 2,46                                                   | Nebenfrau des Kaleb, Mutter von Haran, Moza und Gases                                                                                            |
| Efrata               | אֶפְרָת ’æfrāt                         | Ortsname                                                    | 1 Chr 2,19                                                   | Zweite Ehefrau des Kaleb; Mutter des Hur |
| Egla                 |                                     | „Kalb“                                                      | 2 Sam 3,5                                                    | Ehefrau des Königs David, Mutter Jitreams |
| Elisabet             | Ἐλισάβετ                            | „Gott ist Fülle“                                            | Lk 1,5                                                       | Mutter Johannes des Täufers |
| Elischeba            | אֱלִישֶׁבַע ’älîšæva‘                    | „Gott ist Fülle“                                            | Ex 6,23                                                      | Ehefrau des Aaron, Tochter Amminadabs |
| Ester                | אֶסְתֵּר ’æster                         |                                                             | Est 2,7                                                      | Persische Königin, Ehefrau des Ahasveros, Tochter Abihajils                                                                                      |
| Eunike               | Εὐνίκη                              |                                                             | 2 Tim 1,5                                                    | Mutter des Timotheus |
| Eva                  | חַוָּה ḥawwāh                          | „Leben“                                                     | Gen 3,20 2 Kor 11,13                                         | erste Frau, Ehefrau des Adam, Mutter Kains, Abels und Sets                                                                                       |
| Evodia               | Εὐοδία                              |                                                             | Phil 4,2                                                     | Christin in Philippi |
| Gomer                | גֹּמֶר gomær                           | „(Gott) hat vollendet“                                      | Hos 1,3                                                      | Ehefrau des Hosea, Tochter Diblajims |
| Hadassa              | הֲדַסָּה hǎdassāh                       | „Myrthe“                                                    | Est 2,7                                                      | Name der Königin Ester |
| Hagar                | הָגָר hāgār                           | „Fremde“                                                    | Gen 16,1 Gal 4,24                                            | Ägypterin, Sklavin Saras, Mutter Ismaels |
| Haggit               | חַגִּית ḥaggît                         | „am Fest geboren“                                           | 2 Sam 3,4                                                    | Ehefrau des Königs David, Mutter Adonijas |
| Hamutal              | חֲמוּטַל ḥǎmûtal                       | „Vaterbruder hat beschützt“                                 | 2 Kön 23,31                                                  | Tochter Jirmejas aus Libna, Mutter des Königs Joahas von Juda                                                                                    |
| Hanna                | חַנָּה ḥannāh                          | „(Gott) ist Gnade“                                          | 1 Sam 1,2                                                    | Hanna: Ehefrau des Elkana, Mutter des Propheten Samuel                                                                                           |
| Hanna                | חַנָּה ḥannāh                          | „(Gott) ist Gnade“                                          | Lk 2,36                                                      | Hanna, Prophetin, Tochter Penuëls, aus dem Stamm Ascher                                                                                          |
| Hanna                | חַנָּה ḥannāh                          | „(Gott) ist Gnade“                                          | Tob 1,9                                                      | Ehefrau des Tobit |
| Hazlelponi           |                                     | „Beschatte mein Gesicht!“                                   | 1 Chr 4,3                                                    | Tochter Etams, Schwester Jesreels, Jischmas und Jidbaschs, aus dem Stamm Juda                                                                    |
| Hefzi-Bah            | חֶפְצִי־בָהּ ḥæfṣî vāh                   | „Mein Gefallen (ruht) auf ihr“                              | 2 Kön 21,1                                                   | Ehefrau des Königs Hiskijas von Juda, Mutter des Königs Manasse von Juda                                                                         |
| Hela                 | חֶלְאָה ḥæl’āh                         | „Halsgeschmeide“                                            | 1 Chr 4,5                                                    | Ehefrau des Aschhur, aus dem Stamm Juda, Mutter Zerets, Zohars und Etnans                                                                        |
| Herodias             | Ἡρῳδιάδας                           |                                                             | Mt 14,3                                                      | Ehefrau des Herodes |
| Hodesch              |                                     | „die am Neumond Geborene“                                   | 1 Chr 8,9                                                    | Dritte Ehefrau des Schaharajims im Gründland von Moab, Mutter von Jobab, Zibja, Mescha, Malkam, Jëuz, Sacheja und Mirma                          |
| Hogla                | חָגְלָה ḥåglāh                         | „Rebhuhn“                                                   | Num 26,33                                                    | Tochter Zelofhads, Schwester Machlas, Noas, Milkas und Tirzas                                                                                    |
| Hulda                | חֻלְדָּה ḥuldāh                         | „Maulwurf“                                                  | 2 Kön 22,14                                                  | Prophetin in Juda zur Zeit des Königs Joschija                                                                                                   |
| Huschim              |                                     | Ortsname?                                                   | 1 Chr 8,8                                                    | Ehefrau des Schaharajims, Mutter Abitubs und Elpaals, wird von ihrem Ehemann aus der Ehe entlassen                                               |
| Isebel               | אִיזֶבֶל ’îzævæl                       |                                                             | 1 Kön 16,31                                                  | Ehefrau König Ahabs |
| Isebel               | Ἰεζάβελ                             | Offb 2,20                                                   | Falsche Prophetin in Thyateira                               | |
| Jaël                 | יָעֵל jā‘el                           | „Steinbock“                                                 | Ri 4,17                                                      | Ehefrau des Keniters Heber, erschlägt Sisera mit einem Zeltpflock                                                                                |
| Jecholja             |                                     | „JHWH hat gesiegt“                                          | 2 Kön 15,2                                                   | Mutter König Asarjas |
| Jedida               |                                     | „geliebt“                                                   | 2 Kön 22,1                                                   | Mutter König Joschijas |
| Jemima               | יְמִימָה jəmîmāh                       | „Turteltaube“                                               | Hi 42,14                                                     | älteste Tochter Ijobs nach der Versuchung durch den Satan                                                                                        |
| Jeriot               |                                     |                                                             | 1 Chr 2,18                                                   | Tochter Kalebs und Asubas |
| Jeruscha             | יְרוּשָׁא jərûšā’                       | „in Besitz genommen / adoptiert?“                           | 2 Kön 15,33                                                  | Tochter Zadoks, Mutter Jotams |
| Jiska                | יִסְכָּה jiskāh                         |                                                             | Gen 11,29                                                    | Tochter Harans |
| Joaddan              | יְהֹועַדִּין jəhô‘adîn                   | „JHWH ist wonnevoll“                                        | 2 Kön 14,2                                                   | Mutter Amazjas |
| Jochebed             | יוֹכֶבֶד jôkhævæd                      | „JHWH ist Ehre“                                             | Ex 6,20                                                      | Ehefrau und Tante des Amram, Mutter Aarons und Moses                                                                                             |
| Joscheba             | יְהֹושֶׁבַע jəhôšæva‘ יְהֹושַׁבְעַת jəhôšav‘at | „JHWH ist Fülle“                                            | 2 Kön 11,2 2 Chr 22,11                                       | Tochter Jorams |
| Judit                | יְהוּדִית jəhûdît                      | „judäisch“                                                  | Gen 26,34                                                    | Ehefrau des Esau, Tochter des Hetiters Beeri |
| Judit                | יְהוּדִית jəhûdît                      | „judäisch“                                                  | Jud 8,1                                                      | Tochter Meraris, Retterin Israels |
| Julia                |                                     |                                                             | Röm 16,15                                                    | Gegrüßte im Römerbrief |
| Junia                |                                     |                                                             | Röm 16,7                                                     | Gegrüßte im Römerbrief (Geschlecht unklar) |
| Kandake              |                                     |                                                             | Apg 8,27                                                     | äthiopische Königin |
| Keren-Happuch        |                                     | „Schminkbüchschen“                                          | Hi 42,14                                                     | Jüngste Tochter Hiobs |
| Ketura               | קְטוּרָה qəṭūrā                        | Weihrauch                                                   | Gen 25,1                                                     | Zweite Frau Abrahams |
| Kezia                | קְצִיעָה qəṣî‘āh                       | „Zimtblüte“                                                 | Hi 42,14                                                     | zweite Tochter Hiobs nach der Versuchung durch den Satan                                                                                         |
| Kleopatra            | Κλεοπάτρα                           |                                                             | 1 Makk 10,57                                                 | Gemahlin des Alexander I. Balas |
| Kosbi                | כָּזְבִּי kåzbî                          |                                                             | Num 25,15                                                    | Midianiterin, Tochter Zurs |
| Lea                  | לֵאָה le’āh                           | „Kuh“                                                       | Gen 29,16                                                    | älteste Tochter Labans |
| Lo-Ruhama            | לֹא רֻחָמָה lo’ ruchāmāh                | „kein Erbarmen“                                             | Hos 1,6                                                      | Tochter von Hosea |
| Lydia                | Λυδία                               |                                                             | Apg 16,14                                                    | Christin in Thyatira |
| Maacha               | מַעֲכָה ma‘ǎkhāh                       |                                                             | 2 Sam 3,3                                                    | Mutter Abschaloms, Ehefrau König Davids, Tochter des Königs Talmai von Geschur                                                                   |
| Maacha               | מַעֲכָה ma‘ǎkhāh                       | 1 Kön 15,2                                                  | Mutter des Abija von Juda, Enkelin Abschaloms                | |
| Maacha               | מַעֲכָה ma‘ǎkhāh                       | 1 Chr 7,15                                                  | Schwester Machirs                                            | |
| Maacha               | מַעֲכָה ma‘ǎkhāh                       | 1 Chr 7,16                                                  | Ehefrau des Machir, möglicherweise mit der vorigen identisch | |
| Maacha               | מַעֲכָה ma‘ǎkhāh                       | 1 Chr 8,29                                                  | Ehefrau des Jëiël, Mutter Gibeons                            | |
| Machla               | מַחְלָה maḥlāh                         | „Schmuck“                                                   | Num 26,33                                                    | Tochter Zelofhads |
| Mara                 | מָרָא mārā’                           |                                                             | Rut 1,20                                                     | Name Noemis nach der Rückkehr aus Moab |
| Maria                | Μαριάμ                              |                                                             | Lk 1,27                                                      | Maria (Mutter Jesu) |
| Maria                | Μαριάμ                              | Joh 19,25                                                   | Maria Kleophae, Jüngerin                                     | |
| Maria                | Μαριάμ                              | Lk 8,2                                                      | Maria Magdalena, Jüngerin                                    | |
| Maria                | Μαριάμ                              | Joh 11,1                                                    | Maria von Bethanien, Jüngerin                                | |
| Maria                | Μαριάμ                              | Röm 16,6                                                    | Gegrüßte im Römerbrief                                       | |
| Martha von Bethanien | Μάρθα                               |                                                             | Joh 11,1                                                     | Jüngerin |
| Matred               | מַטְרֵד matred                         |                                                             | Gen 36,39                                                    | Mutter Mehetabels, Schwiegermutter des Königs Hadar, Tochter Me-Sahabs                                                                           |
| Mehetabel            | מְהֵיטַבְאֵל mehêtav’el                  | „Wohltuend / Gutes erweisend ist Gott“                      | Gen 36,39                                                    | Ehefrau des Hadad, des Königs von Edom, Tochter Matreds, Enkelin Me-Sahabs                                                                       |
| Merab                | מֵרַב merav                           | „Zuwachs“                                                   | 1 Sam 14,49                                                  | Tochter Sauls |
| Meschullemet         | מְשֻׁלֶּמֶת məšullæmæt                    | „ersetzt“                                                   | 2 Kön 21,19                                                  | Mutter des Königs Amon von Juda, Tochter des Haruz aus Jotba                                                                                     |
| Michaja              | מִיכָיָהוּ mîkhājāhû                    | „Wer ist wie JHWH?“                                         | 2 Chr 13,2                                                   | Tochter Uriëls, Mutter Abijas |
| Michal               | מִיכַל mîkhal                         | „Wer ist wie Gott?“                                         | 1 Sam 14,49                                                  | Tochter Sauls |
| Milka                | מִלְכָּה milkāh                         | „(Gott) ist König“                                          | Gen 11,29                                                    | Ehefrau des Nahor, Tochter Harans |
| Milka                | מִלְכָּה milkāh                         | „(Gott) ist König“                                          | Num 26,33                                                    | Tochter Zelofhads |
| Mirjam               | מִרְיָם mirjām                         |                                                             | Ex 15,20                                                     | Prophetin |
| Molechet             |                                     |                                                             | 1 Chr 7,18                                                   | Frau aus dem Stamm Manasse |
| Naama                | נַעֲמָה na‘ǎmāh                        | „(Gott) ist Lieblichkeit“                                   | Gen 4,22                                                     | Nachfahrin Kains |
| Naama                | נַעֲמָה na‘ǎmāh                        | „(Gott) ist Lieblichkeit“                                   | 1 Kön 14,31                                                  | Nebenfrau von Salomo |
| Naara                | נַעֲרָה na‘ǎrāh                        | „Mädchen“                                                   | 1 Chr 4,5                                                    | Ehefrau des Aschhur aus dem Stamm Juda |
| Nehuschta            | נְחֻשְׁתָּא nəḥuštā’                      | „Bronze“ (?)                                                | 2 Kön 24,8                                                   | Mutter Jojachins |
| Noa                  | נֹעָה no‘āh                           |                                                             | Num 26,33                                                    | Tochter Zelofhads |
| Noadja               | נֹועַדְיָה nô‘adjāh                     | „JHWH hat sich treffen lassen“                              | Neh 6,14                                                     | Prophetin |
| Noomi                | נָעֳמִי nå‘åmî                         | „(Gott) ist Lieblichkeit“                                   | Rut 1,2                                                      | Schwiegermutter Ruts |
| Ohola                |                                     |                                                             | Ez 23,4                                                      | Allegorie für Samaria bzw. das Nordreich Israel                                                                                                  |
| Oholiba              |                                     |                                                             | Ez 23,4                                                      | Allegorie für Jerusalem bzw. das Südreich Juda                                                                                                   |
| Oholibama            | אָהֳלִיבָמָה ’åhålîvāmāh                 |                                                             | Gen 36,2                                                     | Ehefrau des Esau, Tochter Anas, Enkelin des Hiwiters Zibon                                                                                       |
| Olympas              | Ὀλυμπᾶσ                             |                                                             | Röm 16,15                                                    | Gegrüßte im Römerbrief |
| Orpa                 | עָרְפָּה ‘årpāh                         | „die den Rücken Kehrende“                                   | Rut 1,4                                                      | Schwiegertochter Noemis |
| Peninna              | פְּנִנָּה pəninnāh                       | „Koralle“                                                   | 1 Sam 1,2                                                    | Ehefrau des Elkana |
| Persis               | Περσίσ                              |                                                             | Röm 16,12                                                    | Im Römerbrief genannte Christin |
| Phoibe               | Φοίβη                               |                                                             | Röm 16,1                                                     | Christin im Römerbrief |
| Prisca               | Πρῖσκα                              |                                                             | Röm 16,3                                                     | Christin im Römerbrief und Mitarbeiterin des Paulus                                                                                              |
| Pua                  | פּוּעָה pû‘āh                          | „Glanz“                                                     | Ex 1,15                                                      | Hebamme |
| Rahab                | רָחָב rāḥāv                           |                                                             | Jos 2,1 Hebr 11,31                                           | Dirne in Jericho |
| Rahel                | רָחֵל rāḥel                           | „Mutterschaf“                                               | Gen 29,6 Mt 2,18                                             | Tochter Labans, Ehefrau des Jakob |
| Rebekka              | רִבְקָה rivqāh                         | „Kuh“                                                       | Gen 22,23                                                    | Ehefrau des Isaak |
| Rëuma                | רְאוּמָה rə’ûmāh                       |                                                             | Gen 22,24                                                    | Nebenfrau von Nahor, des Bruders Abrahams |
| Rhode                | Ῥόδη                                |                                                             | Apg 12,13                                                    | Magd im Haus der Maria, der Mutter des Johannes                                                                                                  |
| Rizpa                | רִצְפָּה riṣpāh                         | „Glühkohle“ (?)                                             | 2 Sam 3,7                                                    | Nebenfrau von Saul |
| Rut                  | רוּת rût                             |                                                             | Rut 1,4 Mt 1,5                                               | Moabiterin, Ehefrau des Boas und Urgroßmutter Davids                                                                                             |
| Salome               | Σαλώμη                              |                                                             | Mk 15,40                                                     | Frau aus dem Gefolge Jesu |
| Sara                 | שָׂרָה śārāh                           | „(Gott) hat geherrscht“                                     | Gen 17,15 Röm 4,19                                           | Ehefrau des Abraham und Mutter Isaaks |
| Sarai                | שָׂרָי śārāj                           | „(Gott) hat geherrscht“                                     | Gen 11,29                                                    | Ehefrau des Abraham und Mutter Isaaks, später in Sara umbenannt                                                                                  |
| Scheera              |                                     |                                                             | 1 Chr 7,24                                                   | Nachfahrin Ephraims |
| Schelomit            | שְׁלֹמִית šəlomît                       | „(Gott) ist Friede“                                         | Lev 24,11                                                    | Daniterin, Tochter Dibris |
| Schifra              | שִׁפְרָה šifrāh                         | „Schönheit“                                                 | Ex 1,15                                                      | Hebamme |
| Schimat              |                                     | „(Gott) hat gehört“                                         | 2 Kön 12,22                                                  | |
| Schimrit             |                                     | „(Gott) hat behütet“                                        | 2 Chr 24,26                                                  | |
| Schua                | שׁוּעַ šûa‘                            | „(Gott) ist Rettung“                                        | 1 Chr 7,32                                                   | Tochter Hebers |
| Schulammit           | שׁוּלַמִּית šûlammît                     |                                                             | Hld 7,1                                                      | Angeredete im Hohelied |
| Sebuda               |                                     | „geschenkt“                                                 | 2 Kön 23,36                                                  | Mutter König Jojakims |
| Serach               | זֶרַח zæraḥ                           | „(Gott) ist aufgestrahlt“                                   | Gen 46,17                                                    | Tochter Aschers |
| Seresch              | זֶרֶשׁ zæræš                           |                                                             | Est 5,10                                                     | Ehefrau des Haman |
| Silpa                | זִלְפָּה zilpāh                         | „eine mit kleiner Nase“                                     | Gen 29,24                                                    | Magd Labans, später Leas, Mutter Gads und Aschers                                                                                                |
| Susanna              | Σουσάννα                            | „Lilie“                                                     | Lk 8,3                                                       | Jüngerin Jesu |
| Susanna              | Σουσάννα                            | „Lilie“                                                     | Dan 13,2                                                     | Susanna, Ehefrau des Jojakim, Tochter Hilkijas                                                                                                   |
| Tabita               | Ταβιθά                              |                                                             | Apg 9,36                                                     | Wohltäterin; durch Petrus auferweckt |
| Tachpenes            | תַּחְפְּנֵיס taḥpənês                     | „die Frau des Königs / die Königsgemahlin“                  | 1 Kön 11,19                                                  | Ehefrau eines ägyptischen Pharao |
| Tafat                |                                     | „Tropfen“                                                   | 1 Kön 4,11                                                   | Tochter Salomos |
| Tamar                | תָּמָר tāmār                           | „Dattelpalme“                                               | Gen 38,6 Mt 1,3                                              | Schwiegertochter des Juda, Ehefrau des Er |
| Tamar                | תָּמָר tāmār                           | „Dattelpalme“                                               | 2 Sam 13,1                                                   | Tochter König Davids |
| Tamar                | תָּמָר tāmār                           | „Dattelpalme“                                               | 2 Sam 14,27                                                  | Tochter Abschaloms, Enkelin Davids |
| Timna                | תִּמְנַע timna‘                         |                                                             | Gen 36,12                                                    | Nebenfrau von Elifas, des Sohns Esaus |
| Timna                | תִּמְנַע timna‘                         | Gen 36,22                                                   | Tochter Seïrs, Schwester des Lotan                           | |
| Tirza                | תִּרְצָה tirṣāh                         | Ortsname                                                    | Num 26,33                                                    | Tochter des Zelofhad |
| Tirza                | תִּרְצָה tirṣāh                         | Ortsname                                                    | Hld 6,4                                                      | Personifikation |
| Tryphäna             | Τρύφαινα                            |                                                             | Röm 16,12                                                    | Christin in Rom |
| Tryphosa             | Τρυφῶσα                             |                                                             | Röm 16,12                                                    | Christin in Rom |
| Waschti              |                                     |                                                             | Est 1,3                                                      | Ehefrau des Königs Ahasvero |
| Zerua                |                                     | „aussätzig“                                                 | 1 Kön 11,26                                                  | Mutter König Jerobeams |
| Zeruja               |                                     | „nach Mastixharz duftend“                                   | 1 Kön 11,26                                                  | Schwester König Davids |
| Zibja                |                                     | „Gazellenweibchen“                                          | 2 Kön 12,2                                                   | Mutter König Joaschs |
| Zilla                |                                     | „(Gott) ist Schatten“                                       | Gen 4,19                                                     | zweite Ehefrau des Lamech |
| Zippora              |                                     |                                                             | Ex 2,21                                                      | Ehefrau des Mose |
| Name                 | Urtext                              | Bedeutung                                                   | Bibelstelle                                                  | Person |

## Nicht namentlich genannte Frauen
| Bibelstelle        | Beschreibung | Traditionelle Benennung                                                                                             |
| ------------------ | --- | --- |
| Gen 4,17 , Gen 5,4 | Tochter Adams und Evas, Ehefrau des Kain                                                                                | Buch der Jubiläen (4,1.9): Awan                                                                                     |
| Gen 5,4            | Tochter Adams und Evas, Ehefrau des Abel                                                                                | Legenda Aurea: Aclima / Luluwa                                                                                      |
| Gen 5,4            | Tochter Adams und Evas, Ehefrau des Set                                                                                 | Buch der Jubiläen (4,8.11): Asura                                                                                   |
| Gen 5,7            | Tochter Sets, Ehefrau des Enosch                                                                                        | Buch der Jubiläen (4,13): Noam                                                                                      |
| Gen 5,10           | Tochter Enoschs, Ehefrau Kenan                                                                                          | Buch der Jubiläen (4,14): Mualelet                                                                                  |
| Gen 5,13           | Töchter Kenans | |
| Gen 5,15           | Ehefrau des Mahalalel (nicht explizit erwähnt)                                                                          | Buch der Jubiläen (4,15): Dina, Tochter Barakiels                                                                   |
| Gen 5,16           | Töchter Mahalalels | |
| Gen 5,18           | Ehefrau des Jered (nicht explizit erwähnt)                                                                              | Buch der Jubiläen (4,16): Baraka, Tochter Rasujaels                                                                 |
| Gen 5,19           | Töchter Jereds | |
| Gen 5,21           | Ehefrau des Henoch (nicht explizit erwähnt)                                                                             | Buch der Jubiläen (4,20): Edni, Tochter Danels                                                                      |
| Gen 5,22           | Töchter Henochs | |
| Gen 5,25           | Ehefrau des Metuschelach (nicht explizit erwähnt)                                                                       | Buch der Jubiläen (4,27): Edna, Tochter Azrials                                                                     |
| Gen 5,26           | Töchter Metuschelachs                                                                                                   | |
| Gen 5,28           | Ehefrau des Lamech (nicht explizit erwähnt)                                                                             | Buch der Jubiläen (4,28): Betenos, Tochter Barakiels                                                                |
| Gen 5,30           | Töchter Lamechs | |
| Gen 6,1            | Menschentöchter | |
| Gen 6,18           | Ehefrau des Noach | Buch der Jubiläen (4,33): Emzara, Tochter Rakeels Midrasch Genesis Rabbah (23,3): Naama, Tochter Lamechs und Zillas |
| Gen 19,15          | Ehefrau des Lot | Sefer ha-Jaschar (19,52): Ado                                                                                       |
| Gen 39,7           | Ehefrau des Potifar | Sefer ha-Jaschar (44,15): Zuleikha / Zelicah                                                                        |
| Num 12,1           | Kuschiterin, Ehefrau des Mose                                                                                           | Flavius Josephus, Jüdische Altertümer (II, 10): Tharbis Sefer ha-Jaschar (72,37): Adonija                           |
| Num 25,1           | Moabiterinnen | |
| Num 31,9           | Midianiterinnen | |
| Rut 1,19           | Frauen aus Betlehem | |
| Rut 2,8            | Mägde des Boas | |
| Ri 9,53            | Frau, die Abimelech mit einem Mühlstein tötet                                                                           | |
| Ri 14,1            | Philisterin, Ehefrau des Simson                                                                                         | |
| Ri 13,2            | Ehefrau des Manoach, Mutter Simsons                                                                                     | |
| Ri 19,1            | Ehefrau des Leviten | |
| 1 Sam 28,7         | Frau aus En-Dor | Pseudo-Philo (Kap. 64): Sedecla                                                                                     |
| 2 Sam 14,2         | Kluge Frau aus Tekoa | |
| 2 Sam 20,16        | Kluge Frau aus Abel-Bet-Maacha                                                                                          | |
| 1 Kön 3,1          | Tochter des Pharao, Ehefrau des Königs Salomo                                                                           | |
| 1 Kön 3,16         | Zwei Dirnen, denen Salomo Recht spricht                                                                                 | |
| 1 Kön 10,1         | Königin von Saba | |
| 1 Kön 11,1         | Ausländische Frauen am Hof des Königs Salomo: Moabiterinnen, Ammoniterinnen, Edomiterinnen, Sidonierinnen, Hetiterinnen | |
| 2 Kön 4,8          | Frau aus Schunem, Gastgeberin des Propheten Elischa                                                                     | |
| 2 Chr 11,21        | 18 Ehefrauen und 60 Nebenfrauen des Königs Rehabeam von Juda                                                            | |
| 2 Chr 13,21        | 14 Ehefrauen des Königs Abija von Juda                                                                                  | |
| 2 Chr 13,21        | 16 Töchter des Königs Abija von Juda                                                                                    | |
| Neh 3,12           | Töchter Schallums, Arbeiterinnen an der Stadtmauer Jerusalems                                                           | |
| Neh 5,1            | Frauen, die Klage erheben                                                                                               | |
| Neh 8,2            | Hörerinnen des Gesetzes                                                                                                 | |
| Est 1,18           | Fürstinnen Mediens und Persiens                                                                                         | |
| Hi 1,21            | Mutter des Ijob | |
| Hi 2,9             | Ehefrau des Ijob | |
| Hi 19,15           | Mägde des Ijob | |
| Spr 31,1           | Mutter Lemuëls | |
| Spr 31,10          | tüchtige Frau | |
| Hld 1,5            | „dunkelhäutige Schönheit“, Sprecherin im Hohelied                                                                       | |
| Hld 3,1            | Frau, die ihren Geliebten sucht                                                                                         | |
| Jes 7,14           | „junge Frau“ | |
| Jer 7,18           | Frauen, die Opferkuchen für die Himmelskönigin backen                                                                   | |
| Jer 9,19           | Hörerinnen der Botschaft Jeremias                                                                                       | |
| Jer 15,10          | Mutter Jeremias | |
| Ez 8,14            | Frauen, die Tammuz beweinten                                                                                            | |
| Ez 24,15           | Ehefrau des Ezechiel | |
| Dan 5,2            | Ehefrauen und Nebenfrauen des Königs Belschazzar                                                                        | |
| Dan 5,10           | Königin von Persien | |
| Joel 3,1           | Töchter, die Prophetinnen sind                                                                                          | |
| Joel 3,2           | Geistbegabte Mägde | |
| Am 7,17            | Ehefrau des Amazja | |
| Mi 2,9             | Frauen, die aus ihren Häusern vertrieben werden                                                                         | |
| Sach 5,7           | Frau im Fass | |
| Sach 5,9           | Zwei geflügelte Frauen                                                                                                  | |
| Mt 13,33           | Frau, die einen Sauerteig zubereitet                                                                                    | |
| Mt 15,21           | kanaanäische Frau, Mutter einer von einem Dämon besessenen Tochter                                                      | |
| Mt 20,20           | Ehefrau des Zebedäus | Salome |
| Mt 22,25           | Frau, die sieben Leviratsehen eingegangen ist                                                                           | |
| Mt 27,19           | Ehefrau des Pontius Pilatus                                                                                             | |
| Mk 5,25            | „blutflüssige“ Frau | |
| Mk 14,3            | Frau, die Jesus in Betanien die Füße salbt                                                                              | |
| Mk 14,66           | Mägde des Hohepriesters                                                                                                 | |
| Lk 7,37            | Sünderin, salbt Jesus die Füße                                                                                          | |
| Lk 13,10           | von einem Geist geplagte, verkrümmte Frau, wird von Jesus geheilt                                                       | |
| Lk 15,8            | Frau, die eine Drachme verliert                                                                                         | |
| Joh 4,7            | Frau am Jakobsbrunnen                                                                                                   | |
| Joh 8,3            | Ehebrecherin | |
| Apg 8,3            | Christinnen | |
| Apg 16,13          | Frauen in Philippi, Gefährtinnen der Lydia                                                                              | |
| Röm 16,13          | Mutter des Rufus | |
| Hebr 11,35         | Frauen, die ihre Toten durch Auferstehung zurückerhielten                                                               | |
| Offb 12,1          | Frau, „mit der Sonne bekleidet, der Mond (…) unter ihren Füßen, (…) ein Kranz von zwölf Sternen auf ihrem Haupt“        | siehe apokalyptische Frau                                                                                           |
| 1 Makk 13,28       | Mutter der makkabäischen Brüder                                                                                         | |
| 2 Makk 3,19        | Frauen und junge Mädchen in Bestürzung                                                                                  | |
| 2 Makk 7,1         | Mutter der sieben Brüder                                                                                                | |
| Bibelstelle        | Beschreibung | Traditionelle Benennung                                                                                             |